# Aphaobius ljubnicensis
Aphaobius ljubnicensis – gatunek chrząszcza z rodziny grzybinkowatych i podrodziny zyzkowatych. Endemit Słowenii.

## Taksonomia
Takson ten opisany został po raz pierwszy w 1914 roku przez Josefa Müllera na łamach „Sitzungsberichte der Kaiserlichen Akademie der Wissenschaften. Mathematisch-Naturwissenschaftliche Klasse” jako podgatunek w obrębie Aphaobius milleri. Lokalizacją typową jest Kevderca na Lubniku w słoweńskiej Škofjej Loce. Do rangi osobnego gatunku wyniesiony został w 2010 roku przez Marca Bognolę i Dantego Vailatiego w ramach rewizji rodzaju.
W obrębie rodzaju należy do grupy gatunków milleri wraz z: A. alphonsi, A. forojulensis, A. fortesculptus, A. grottoloi, A. kahleni, A. kaplai, A. kofleri, A. lebenbaueri, A. milleri, A. miricae i A. robustus.

## Morfologia
Chrząszcz o ciele długości od 2,9 do 3,2 mm, co stanowi przeciętne jak na przedstawiciela rodzaju rozmiary. Ubarwienie ma w całości brązowe. Głowa jest pozbawiona oczu i zaopatrzona w długie i cienkie, silniej niż u A. milleri wydłużone czułki, u samca sięgające tylnej ⅓ pokryw po rozprostowaniu do tyłu. Ich ósmy człon jest dwuipółkrotnie krótszy od poprzedniego. Przedplecze jest poprzeczne, od 1,4 do 1,6 raza szersze niż dłuższe, najszersze u podstawy, prawie trapezowate, o bokach równomiernie łukowatych w części przedniej, a tylnych kątach ostrych, czasem nieco spiczastych. Stosunek długości do szerokości jajowatych, najszerszych w połowie pokryw wynosi od 1,4 do 1,5. Powierzchnia pokryw jest poprzecznie rowkowana. Skrzydeł tylnej pary brak zupełnie. Płat środkowy edeagusa samczych genitaliów jest tak długi jak paramery i w widoku grzbietowym ma boczne brzegi części odsiebnej prawie równoległe, tylko przed samym szeroko zaokrąglonym szczytem zakrzywione i zbieżne. Dosiebna krawędź szczytowego otworu edeagusa jest wklęśnięta.

## Ekologia i występowanie
Owad palearktyczny, południowoeuropejski, endemiczny dla Słowenii. Zamieszkuje tylko jaskinie na zboczach góry Lubnik, w tym Kevdercę na Lubniku, Lubnišką jamę, Brezno na Malem Lubniku oraz Maužarjevą jamę. Współwystępuje z jaskiniowymi biegaczowatymi z podgatunków Anophthalmus alphonsi ljubnicensis oraz Anophthalmus bohiniensis nonveilleri.